# Guanqiu Jian
En aquest nom xinès, el cognom és Guanqiu.
Guanqiu Jian - nom de cortesia: 仲恭 Zhòng Gōng - (mort el 255) fou un general xinès del regne de Cao Wei i conegut per les seves campanyes contra Gongsun Yuan i Goguryeo.

## Biografia

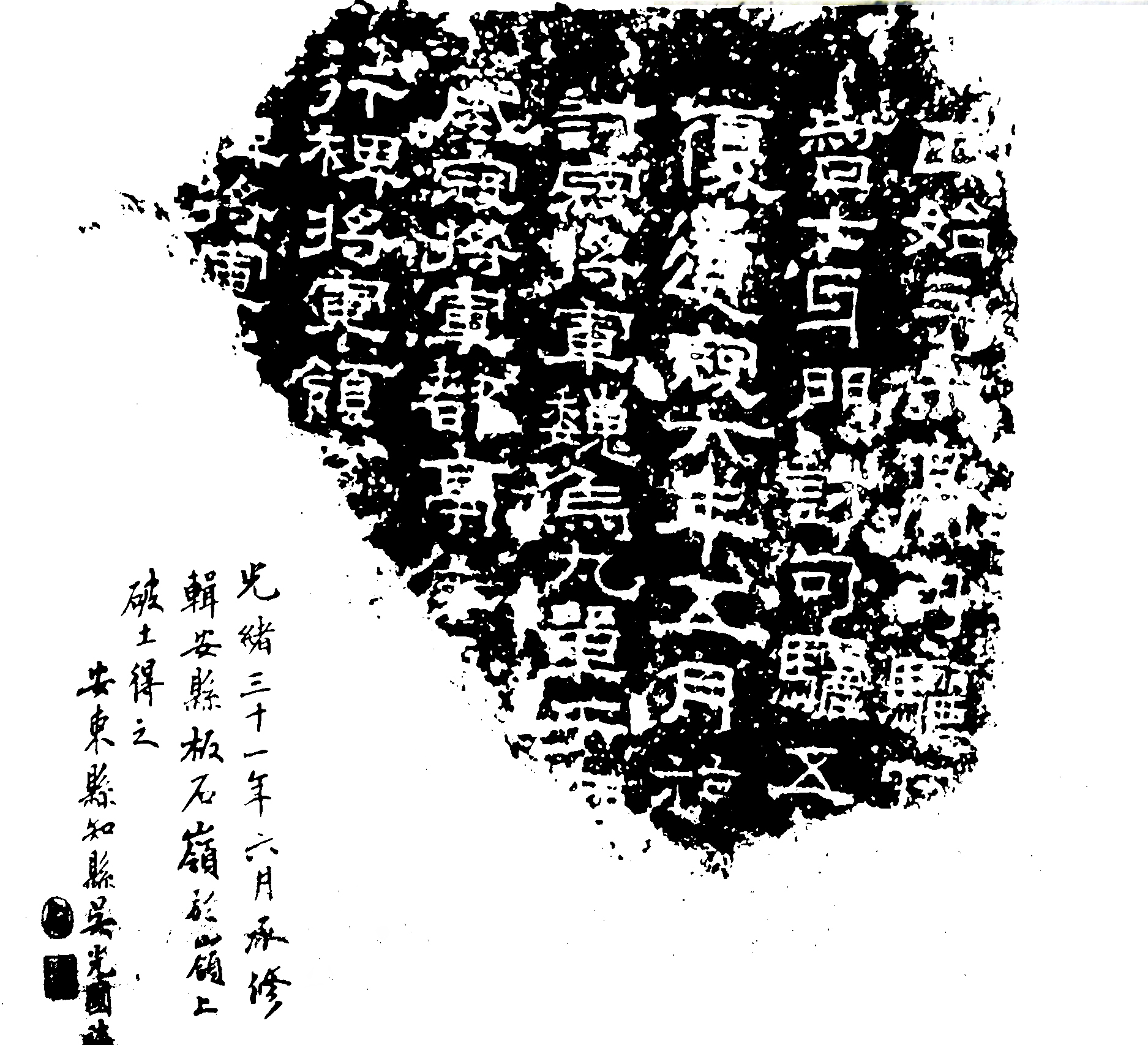
El fragment descobert de la tauleta commemorativa de Guanqiu Jian.

Guanqiu Jian fou afavorit per l'Emperador Ming de Cao Wei. En el 237 EC va dirigir un exèrcit a Liaodong per derrocar al senyor de la guerra local Gongsun Yuan, però la campanya va haver d'avortar-se degut a les inundacions. L'any següent, Guanqiu i Sima Yi van dirigir altra campanya contra la família Gongsun i van conquerir Liaodong. En reconeixement pels seus esforços durant la campanya, Cao Rui li va concedir a Guanqiu el títol de "Marquès d'Anyi" (安邑候).
En el 244 EC, Guanqiu Jian va dirigir la segona expedició punitiva contra Goguryeo. Derrotà l'exèrcit de Goguryeo dirigit pel Rei Gong (宮) al costat del riu Tongji i després va ocupar la capital Wandu. Durant la tercera campanya del següent any, va ocupar la capital de nou i va obligar el rei a fugir cap al sud-est. Una subsecció de l'exèrcit xinès va arribar a la costa oriental de la península i una altra arribà al nord de la Manxúria. En commemoració de la conquesta, una pedra tallada es va posar durant la campanya. Un tros del monument va ser descobert el 1905. És el que avui s'anomena l'"Estela dels èxits inscrits per Guanqiu Jian" (毌丘儉紀功碑).
Guanqiu Jian fou derrotat i assassinat en una revolta contra Sima Shi després que aquest deposara a Cao Fang, el successor de l'Emperador Ming. Alguns estudiosos consideren que la seva acció és el resultat de la seva lleialtat a la família imperial, però les fonts ens diuen que només era proper a Xiahou Xuan i temia per la seva vida després que Xuan va ser executat. La major part de la seva família en Wei va ser assassinada després del fracàs de la revolta, i alguns van fugir a Wu.

## Nom
El seu nom és sovint llegit com Wuqiu Jian (毋丘儉), i apareix com a tal al capítol 73 del Zizhi Tongjian. No obstant, l'estudiós xinès Wu Jinhua (吳金華) argumentà recentment que la lectura original era Muqiu 母丘 (també escrit alternativament com Wuqiu 毋丘 i Manqiu 曼丘), i eixe Guanqiu 毌丘 era un posterior error de transcripció fet entre el període de la Dinastia Tang i la Song. Recolza la seva argumentació amb l'aparició de Muqiu com a nom familiar en una estela d'una tomba de l'època Wei i també amb l'aparició en el Ri Zhi Lu (《日知錄》) de l'estudiós Qing Gu Yanwu; com també amb altra aparició de Wuqiu com a cognom a un segell antic i una tira de bambú de Yinwan (尹灣) del període Han en una tomba excavada el 1993. Wu també apunta que el general anomenat Manqiu Chen (曼丘臣) és esmentat en la segona part del Llibre de Han, fent crònica de l'època de l'Emperador Gaozu de Han, i eixa anotació de Yan Shigu del període Tang en referència al seu nom diu que "Manqiu i Muqiu eren originalment el mateix nom familiar". Lamentablement, no es poden extreure conclusions definitives a partir de les proves, ja que Guanqiu, Muqiu, Wuqiu, i Manqiu ja no existeixen com a cognoms familiars a la Xina. Però l'existència de múltiples, però d'aparença similars, noms de les versions d'una mateixa família suggereixen que tots ells eren transcripcions d'una paraula d'un altre idioma.

## Família
- Germà menor Guanqiu Xiu
- Fills:
  - Guanqiu Xun
  - Guanqiu Dian
- Net: Guanqiu Zhong (毌丘重)